# Lucio D'Ambra
Lucio D'Ambra, pseudonimo di Renato Eduardo Manganella (Roma, 1º settembre 1880 – Roma, 31 dicembre 1939), è stato uno scrittore e regista italiano (secondo talune fonti il nome completo sarebbe Renato Tommaso Anacleto Manganella mentre la data di nascita non è certa).

## Biografia

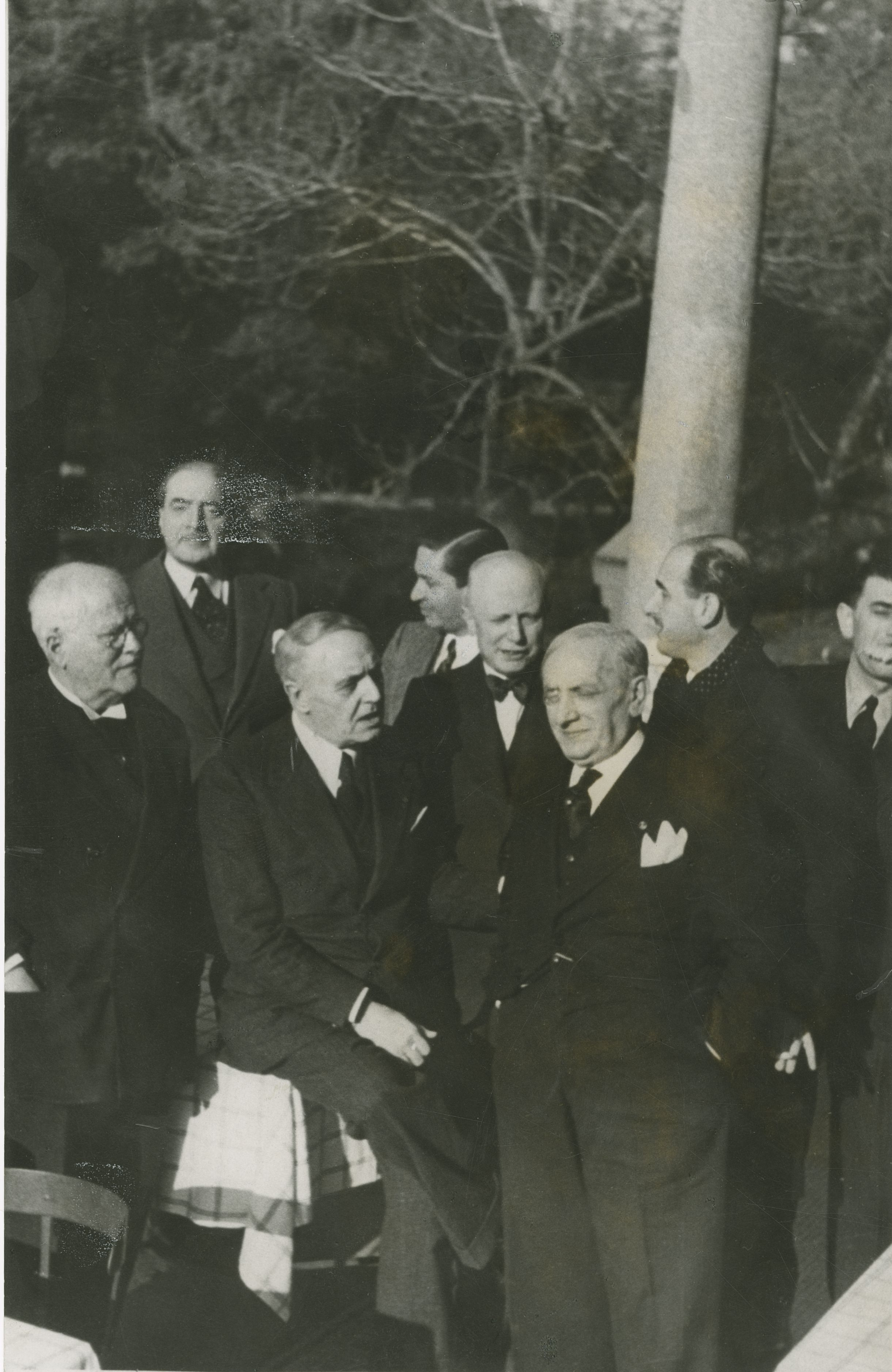
Foto di un gruppo di scrittori italiani nel 1930: insieme a Lucio D'Ambra ci sono Alfredo Panzini (il primo a sinistra), Trilussa, Guido Milanesi e Alessandro Varaldo.

D'Ambra è stato anche giornalista, critico letterario e teatrale, drammaturgo e direttore artistico di compagnie di teatro (Ettore Petrolini ridusse in un suo spettacolo la sua pièce Ambasciatori) nonché sceneggiatore per il cinema (iniziò la carriera al tempo del muto per approdare poi al cosiddetto metacinema e al cinema futurista). Accademico d'Italia e autore di romanzi (fra gli altri, I due modi di avere vent'anni, pubblicato da Arnoldo Mondadori Editore nel 1934), ebbe come segretario lo scrittore e poeta Tullio Colsalvatico e fu in rapporti con il filosofo e critico Adriano Tilgher, con il quale polemizzò a lungo.
Fondò nel 1919, in collaborazione con l'imprenditore piemontese Alfredo Fasola, una propria casa di produzione, la "D'Ambra-Film", con la quale collaborò il regista Ivo Illuminati, e fu l'animatore di un salotto letterario che gli consentì di venire a contatto con letterati e personaggi del mondo dell'arte (fu amico, fra gli altri, dello scrittore Arturo Olivieri Sangiacomo, del drammaturgo Tito Marrone e del fondatore del Premio Bagutta Marino Parenti). Nel 1923 fondò al Teatro Eliseo di Roma, assieme a Mario Fumagalli e Santi Severino, la compagnia chiamata Teatro degli Italiani (che ebbe peraltro scarsa fortuna), il cui scopo era quello di valorizzare la drammaturgia italiana potendo contare sulle sovvenzioni promesse dal regime fascista.
La sua attività letteraria si è estrinsecata in una serie di romanzi raccolti in sette trilogie (di rilievo, la Trilogia della vita in due comprendente Il mestiere di marito, La professione di moglie e L'arte di essere amanti). Durante il Ventennio fu un appassionato sostenitore della politica demografica del regime, tanto che ebbe a dichiarare: "Col nastro bianco delle culle, Mussolini fregia il seno fecondo delle donne italiane che, benedette da Dio nella gloria della maternità, preparano - primavera di fanciulli - l'Italia di domani".
Quaranta sono all'incirca invece i suoi lavori come autore drammatico. Includono: Il cavallino rosso, del 1928, Montecarlo, dell'anno successivo, e Solitudine, dato alle stampa nel 1936. Autore di saggi e biografie romanzate concernenti personaggi del mondo del teatro, è conosciuto prevalentemente per la sua attività di produttore ed autore di soggetti e sceneggiature per il cinema. Morì pochi mesi dopo l'inizio della seconda guerra mondiale. All'invasione della Polonia da parte della Germania nazista ebbe a dire: 

## Opere

### Romanzi e racconti
- Il Miraggio – L'Oasi
- Il Damo viennese
- La Perla nera
- L'Ardore di Settembre
- Ombre del passato – Storia della dama del ventaglio bianco
- Questo non è un racconto
- Nuovo mondo romantico
- Il fascino slavo
- I due modi di avere vent'anni
- Il Romanzo di Abbazia
- Fantasia davanti a Palazzo Dario
- Il passo nella mia strada
- Il Mercante di rose
- Il figlio di Giulietta e Romeo (per ragazzi)
- Il trampolino per le stelle
- Fantasie della vita e dell'amore
- Lo zar non è morto, 1929 (romanzo collettivo, con il "Gruppo dei Dieci")

### Biografie romanzate
- L'autore delle duecento commedie (Carlo Goldoni)
- Il trageda legato alla sedia (Vittorio Alfieri)
- Il poeta in mezzo alla cipria (Giuseppe Parini)
- L'Abate nei giardini di Vienna (Pietro Metastasio)

### Memorie di Corte del Marchese d'Apré
- Il Re, le Torri, gli Alfieri
- Il regno del “Cotillon”
- La rivoluzione in sleeping-car
- Madame pompadourette
- Festival al Ponte dei Sospiri
- La Repubblica del jazz-band
- Il Carnevale di Cannes
- La cavalcata delle Valchirie
- Ronda dei Maestri Cantori
- L'isola del “Matusalem Hôtel”

### Le Sette Trilogie
I-Trilogia delle passioni:
- La Formica su la cupola di S. Pietro
- Mister Whisky, mio rivale
- I giorni felici

II- Trilogia romantica:
- Fantasia di mandorli in fiore
- La Sosta sul ponte
- Conversazioni di mezzanotte

III-Trilogia della vita in due:
- Il Mestiere di marito
- La professione della moglie
- L'arte di essere amanti

IV-Trilogia del patriarcato:
- Il guscio e il mondo
- Angioli della fine di giornata
- Anime in sottordine

V-Trilogia delle ombre:
- L'Ombra della Gloria
- L'Ombra dell'Amore
- L'Ombra della Vita (incompiuto)

VI- Trilogia sociale: 
- La Guardia del cielo
- Il Carro di fuoco
- Le Trombe di Gerico (incompiuto)

VII-Trilogia Spirituale (incompiuta)

### Traduzioni
- A. De Musset, Confessione di un figlio del secolo

## Filmografia parziale

### Soggetti, sceneggiature e regie
- La signorina Ciclone, regia di Augusto Genina (1916) - soggetto e sceneggiatura
- Il re, le torri, gli alfieri, regia di Ivo Illuminati (1917) - soggetto e sceneggiatura
- La chiamavano Cosetta, regia di Eugenio Perego, soggetto e sceneggiatura (1917)
- Le mogli e le arance, regia di Luigi Serventi (1917) - soggetto
- La storia dei tredici, regia di Carmine Gallone, sceneggiatura (1917)
- Carnevalesca, regia di Amleto Palermi (1918) - soggetto
- La commedia dal mio palco - anche soggetto e sceneggiatura (1918)
- Napoleoncina - anche soggetto e sceneggiatura (1918)
- Papà mio, mi piaccion tutti!, regia di Eugenio Perego - soggetto e sceneggiatura
- Emir cavallo da circo, regia di Ivo Illuminati, soggetto e sceneggiatura (1918)
- La bohème , regia di Amleto Palermi, adattamento (1918)
- Ballerine (1918) - anche soggetto e sceneggiatura
- L'arcolaio di Barberina (1919) - anche sceneggiatura
- Tutto il mondo è teatro, regia di Pier Antonio Gariazzo (1919) - soggetto
- La storia della dama dal ventaglio bianco (1919)
- L'illustre attrice Cicala Formica (1920)
- La valse bleue, soggetto, sceneggiatura e regia (1920)
- Il bacio di Cirano, regia di Carmine Gallone, (1920) - soggetto
- Il girotondo di undici lancieri, soggetto, sceneggiatura e regia (1920)
- Passa il dramma a Lilliput, soggetto, sceneggiatura e regia (1920)
- Il visconte Gioventù ed il conte Cent'anni, soggetto, sceneggiatura e regia (1920)
- Le ultime lettere di Jacopo Ortis (1921)
- Due sogni ad occhi aperti (1921)
- La falsa amante (1921)
- La principessa Bebè (1921)
- Il granatiere di Pomerania (1921)
- Tragedia su tre carte (1923)
- S. E. l'Ambasciatrice (1923)
- La luce del mondo (1935)
- Giuseppe Verdi (altro titolo  Divine armonie), regia di Carmine Gallone (1938) - soggetto e sceneggiatura
- Antonio Meucci, regia di Enrico Guazzoni (1940) - soggetto
- Primo amore, regia di Carmine Gallone (1941) - soggetto